# 野莓—Russ合併案
野莓—Russ合併案是俄羅斯網絡零售商野莓和戶外廣告運營商Russ兩家企業的合併，其引發一場企業所有者之間的爭議，焦點在於重組的具體形式。
2024年6月，兩家公司宣佈計劃合併，預期該交易將產生一個能與亞馬遜公司競爭的對手，並通過繞過SWIFT體系，實現以盧布進行交易，同時每年為俄羅斯GDP增加1.5%。而在合併後成立的法律實體中，野莓和Russ的持股比例分別為65%和35%。
同年7月，野莓的聯合創始人弗拉季斯拉夫·巴卡利丘克指控Russ進行惡意收購，並向車臣共和國首腦拉姆贊·卡德羅夫投訴。塔季揚娜·巴卡利丘克對此做出回應，否認公司遭到收購的說法，並宣佈與丈夫進入離婚程序。弗拉季斯拉夫擁有野莓1%的股份，在離婚過程中要求獲得公司一半份額。

## 交易
2024年6月，野莓宣佈將與俄羅斯最大的廣告運營商Russ進行合併。Russ由「斯廷」有限公司持有，該公司由格里戈里·薩多揚直接或通過「儲備-A」有限公司及「奧林匹亞」股份公司間接控制。此次合併的目標是創造一個能在金融、媒體、貿易、工業，以及互聯網技術、物流、零售和廣告領域中佔據主導地位的綜合企業。塔季揚娜·巴卡利丘克將成為合併後集團公司的總經理，而Russ的廣告集團負責人羅伯特·米爾佐揚則出任首席執行官。根據《福布斯》的報導，參與合併的公司向俄羅斯總統弗拉基米爾·普京發信，闡述此次合併將創造一個能夠與亞馬遜公司、Alphabet、阿里巴巴集團和軟銀集團等公司抗衡的強大對手，項目的一個核心是建立全球最大的數字銀行網絡和支付系統，從而繞過SWIFT系統，以盧布進行結算。普京對該計畫表達支持。
雨電視報導指出，俄羅斯參議員兼億萬富翁蘇萊曼·克里莫夫（RBC和《生意人報》均報導他與Russ有聯繫）是此次交易的推動者之一。他曾將塔季揚娜·巴卡利丘克介紹給俄羅斯總統辦公廳主任安東·瓦伊諾，並安排她與普京的會面。
新成立的合資公司「RWB」有限公司由羅伯特·米爾佐揚擔任總經理，其註冊地址與Russ的莫斯科辦公室一致。該合資公司的創始方為野莓有限公司，佔公司65%的股份，及Russ的母公司「斯廷」有限公司，佔35%的股份。2024年7月中旬，野莓將其旗下大約20家子公司重新登記至合併後的新公司名下。
2024年7月11日，野莓和Russ聯合宣佈計劃推出一個新服務，允許野莓的賣家直接在個人帳戶中投放和支付戶外廣告。

## 衝突
2024年7月初，三名野莓的高層管理人員相繼離職，包括執行董事奧爾加·瑙莫娃、阿列克謝·杜哈寧和財務總監伊琳娜·馬塔丘納斯。據《福布斯》消息人士透露，瑙莫娃與野莓的所有者之間存在分歧，她原本預期自己能掌控運營，但塔季揚娜·巴卡利丘克並不願將管理權下放。
同時，據報導，弗拉季斯拉夫·巴卡利丘克在2024年7月初也離開公司，而野莓的另一位聯合創始人謝爾蓋·阿努夫里耶夫則早在2024年春天辭職。消息指出，羅伯特·米爾佐揚被任命為首席執行官，所有的關鍵決策均需經過他的同意。
7月23日，車臣共和國首腦拉姆贊·卡德羅夫在他的Telegram頻道透露，弗拉季斯拉夫·巴卡利丘克到訪，並抱怨他在家庭和家族企業方面都面臨著嚴重的問題。巴卡利丘克表示，他過去與卡德羅夫是朋友，經常交流。卡德羅夫隨後發佈一段影片，影片中巴卡利丘克講述他與妻子的衝突細節：
「我的妻子離開了家，並與一個來路不明的公司聯繫，這家公司以合併為名，實際上是在奪取企業控制權並轉移資產。儘管這家公司規模小得多，但在合資企業中的持股比例與我們相近。這家公司由萊萬·米爾佐揚運營，叫做Russ Outdoor。」
卡德羅夫表示，這是一場惡意收購，並承諾將問題提交至國家領導層。他指出，這場收購的「主導權」掌握在萊萬和羅伯特·米爾佐揚兄弟，以及「幾位著名的高加索人」手中。卡德羅夫承諾將「竭盡所能」幫助塔季揚娜·巴卡利丘克重返家庭，並保護她的公司，並補充說他已將此案交由國家杜馬議員亞當·傑利姆漢諾夫負責處理。

### 巴卡利丘克夫婦離婚
塔季揚娜·巴卡利丘克在她的Telegram頻道上回應事件：「這不是惡意收購，而是離婚。從一開始，所有決策都與弗拉季斯拉夫協商過，他親自參加向管理層介紹合併後新公司架構的會議」，塔季揚娜道，並附上了野莓兩位創始人的照片。野莓和Russ的新聞部則發佈聯合聲明，呼籲大眾不要專注於「離婚的細節和情感因素」。
2024年7月24日，弗拉基斯拉夫·巴卡利丘克表示，如果財產在離婚中被分割，他希望獲得公司的一半股份，因為他們沒有簽訂婚前協議，所有財產應平分。但他也表達希望能避免進入正式離婚程序。
2024年7月30日，據報導指，塔季揚娜·巴卡爾丘克已向莫斯科薩維洛夫斯基地方法院提交針對弗拉基斯拉夫的離婚程序。

### 槍擊案
2024年9月18日，弗拉季斯拉夫稱自己前往莫斯科羅曼諾夫巷的野莓總部，準備進行關於由他掌控的「ВБ開發」公司承建新倉庫的協商。他聲稱，進入辦公室時被「保安和幾名不明身份的人襲擊，這些人引發武裝衝突」，「衝突期間響起槍聲，我的一名同事受傷」。野莓則指責弗拉季斯拉夫·巴卡爾丘克和他的保安試圖「非法」闖入辦公室。當天，俄羅斯聯邦偵查委員會報告羅馬諾夫巷發生槍擊事件，造成包括2名執法人員在內的7人受傷，2人因傷勢過重不治身亡。此事已被列為刑事案件調查。塔季揚娜回應稱：「所謂武裝團體來談判的說法根本荒謬，根本沒有人計劃談判……這是一場惡意收購的企圖，更準確地說，是一次失敗的嘗試。」她還證實總部一名保安的死亡。

## 評論
2024年7月27日，DNS公司的聯合創始人兼股東德米特里·阿列克謝耶夫評論這筆交易時，形容它「令人震驚」且「史無前例」。阿列克謝耶夫認為，交易完成後，塔季揚娜·巴卡利丘克不僅會「讓出」35%的業務給Russ，還有可能「徹底失去對公司的控制權」。